# Epiplema pulverea
Epiplema pulverea är en fjärilsart som beskrevs av George Francis Hampson 1893. Epiplema pulverea ingår i släktet Epiplema och familjen Uraniidae. Inga underarter finns listade i Catalogue of Life.